# Anita Kupsch
Pour les articles homonymes, voir Kupsch.
Anita Kupsch, née le 18 mai 1940 à Berlin-Schöneberg (Allemagne) et morte le 3 juillet 2025, est une actrice allemande, également de doublage. Elle a connu une popularité particulière de 1987 à 1996 aux côtés de Günter Pfitzmann dans la série de début de soirée ARD Praxis Bülowbogen dans le rôle de l'assistante médicale Gabi Köhler.

## Biographie
Fille du commerçant — son père était propriétaire d'un magasin de ferraille —, Anita Kupsch commence une formation d'esthéticienne après avoir fréquenté le lycée et apprend également le ballet classique et la danse jazz par Tatjana Gsovsky. Elle suit ensuite une formation de comédienne à l'école de théâtre junior UFA d'Else Bongers à Berlin en 1960/1961 et fait ses débuts sur scène à la der Kleinen Scala. Viennent ensuite des engagements théâtraux au Berlin Renaissance Theater (1960/1961), au Hebbel Theater (1964 à 1971), à la Berliner Komödie (à partir de 1968), au Hamburger Kammerspiele (1969), à la Comedy Frankfurt (1978) et à la Kleinen Komödie Hambourg (à partir de 1980) ainsi que de nombreuses tournées.
Anita Kupsch fait ses débuts au cinéma dans le drame d'évasion Tunnel 28 de Robert Siodmak dès 1962. À partir de l'année suivante, elle travaille également avec la télévision. Elle se fait connaître des téléspectateurs dans le rôle de Biggi dans la série Okay SIR et acquiert une popularité particulière à partir de 1986 dans le rôle de Gabi Köhler (l'assistante du médecin) aux côtés de Günter Pfitzmann dans la série d'avant-soirée ARD Praxis Bülowbogen, dans laquelle elle travaille jusqu'en 1996. D'autres productions télévisées suivent.

## Filmographie sélective

### Au cinéma
- 1962 : Tunnel 28
- 1963 : Wochentags immer
- 1966 : Der Fall Kaspar Hauser
- 1966 : Brille und Bombe: Bei uns liegen Sie richtig!
- 1967 : Rheinsberg
- 1969 : Les Cancres des premiers bancs (Klassenkeile – Pauker werden ist nicht schwer, Schüler sein dagegen sehr)
- 1969 : Helgalein
- 1971 : Wir hau’n den Hauswirt in die Pfanne
- 1974 : Einer von uns beiden de Wolfgang Petersen
- 1980 : Sternensommer
- 1985 : Mamas Geburtstag
- 1985 : Ein Superesel auf dem Ku’damm
- 1991 : Der Komödienstadel : Millionen im Heu
- 1994 : Glück im Grünen
- 1999 : Wer zuletzt lügt, lügt am besten

### À la télévision
- 1964 : Sie schreiben mit – Das Sparschwein (série télévisée)
- 1969 : Alle Hunde lieben Theobald (série télévisée, 1 épisode)
- 1969 : Zieh den Stecker raus, das Wasser kocht (téléfilm)
- 1969 : Sag’s dem Weihnachtsmann (téléfilm)
- 1973 : Lokaltermin – épisode : Dein Eid ist Meineid
- 1973 : Hamburg Transit (série télévisée, 1 épisode)
- 1973-1974 : Okay S.I.R. (TV-Krimiserie, 32 épisodes)
- 1977 : Tatort – Feuerzauber (série télévisée)
- 1978 : Ein Mann will nach oben (série télévisée)
- 1981 : Tatort – Beweisaufnahme (série télévisée)
- 1982 : Zwei Tote im Sender und Don Carlos im PoGl (téléfilm)
- 1983 : Mandara (série télévisée)
- 1983 : Tatort – Peggy hat Angst (série télévisée)
- 1984 : L'Ami des bêtes (Ein Heim für Tiere, série télévisée, 2 épisodes)
- 1984 : Tiere und Menschen (série télévisée)
- 1985 : Tatort – Acht, neun – aus (série télévisée)
- 1986 : Detektivbüro Roth (série télévisée, 1 épisode)
- 1986 : Die Krimistunde (série télévisée, épisode 22 : "Kein Wort mehr")
- 1987-1996 : Praxis Bülowbogen (série télévisée)
- 1990 : Justitias kleine Fische (série télévisée, 1 épisode)
- 1993 : Harry & Sunny (série télévisée)
- 1993-1996 : Immer wieder Sonntag (série télévisée, 10 épisodes)
- 1995 : Commissaire Léa Sommer (Die Kommissarin, série télévisée, 1 épisode)
- 1995 : Inka Connection (téléfilm)
- 1997 : Mama ist unmöglich (série télévisée)
- 1997 : Frauen morden leichter (série télévisée)
- 1998 : Anitas Welt (TV-Sitcom)
- 2002 : Für alle Fälle Stefanie (série télévisée, 1 épisode)
- 2004 : Schöne Männer hat man nie für sich allein (téléfilm)
- 2005 : Unsere Tierklinik (série télévisée)
- 2017 : Die Spezialisten – Im Namen der Opfer (série télévisée)

## Théâtre (sélection)
- 1960 : Jacques Audiberti : Äpfelchen Äpfelchen, mise en scène de Horst Balzer (de) (Renaissance-Theater Berlin)
- 1991 : Der Komödienstadl – Millionen im Heu
- 1994 : Zum Stanglwirt (Folge 24 & 25)
- 2007 : Geschichten von Mama und Papa, mise en scène de Wolfgang Spier (Theater am Kurfürstendamm, Berlin)
- 2009 : Männer und andere Irrtümer (Theater am Dom, Köln)
- 2010 : Die Perle Anna (Theater am Kurfürstendamm, Berlin)
- 2011 : Geschichten von Mama und Papa (Komödie im Bayerischen Hof, München)
- 2013 : Die Perle Anna (Komödie im Bayerischen Hof, München), mise en scène de Marcus Ganser et (Komödie Frankfurt)
- 2013-2014 : Golden Girls (Komödie Düsseldorf et Komödie Frankfurt)
- 2016 : Harold und Maude (Komödie im Marquardt, Stuttgart)
- 2017 : Golden Girls (Theater am Dom, Köln)

## Publication
- Hermann J. Huber, Langen Müller’s Schauspielerlexikon der Gegenwart. Deutschland. Österreich. Schweiz, Albert Langen • Georg Müller Verlag GmbH, Munich • Vienne, 1986,  (ISBN 3-7844-2058-3), p. 55